# Ion Rădăcină
Ion Rădăcină este un fost senator român în legislatura 1990-1992 ales în județul Dolj pe listele partidului FSN. Ion Rădăcină a fost validat pe 30 martie 1992, când l-a înlocuit pe senatorul Dan Nicolae.